# Willard (Nuovo Messico)
Willard è un villaggio degli Stati Uniti d'America, situato nello stato del Nuovo Messico, nella contea di Torrance.